# Emil Minty
Emil Minty (Sídney, Australia, 1972) es un actor australiano, reconocido internacionalmente por interpretar el papel de "El Niño Salvaje" en la película de 1981 Mad Max 2: The Road Warrior, aunque no tuvo ninguna línea hablada en la película. Después de Mad Max 2, Minty tuvo apariciones menores en Fluteman (1982) y en The Winds of Jarrah (1983); también hizo algunos anuncios de televisión. En 1990 apareció en algunos episodios de A Country Practice, también en el 2016 apareció en el documental Road War: The Making of 'The Road Warrior y en 2020 en el videojuego Wasteland 3 tiene un pequeño papel como actor de doblaje.
Minty se retiró de la actuación cuando terminó la escuela. Se convirtió en joyero y ha trabajado en la compañía Chris Lewis Jewelers en Gladesville, Sídney, desde comienzos de la década de 1990. Tiene dos hijos.

## Filmografía
- Mad Max 2: The Road Warrior (1981) - El Niño salvaje
- Fluteman (1982) - Toby
- The Winds of Jarrah (1983) - Andy Marlow
- The Flying Doctors (1990) - Mat Coulson